# Le Parfum vert
Pour plus de détails, voir Fiche technique et Distribution.
Le Parfum vert est un film français réalisé par Nicolas Pariser et sorti en 2022.

## Synopsis
Lors d’une représentation théâtrale, un des comédiens de la Comédie-Française meurt sur scène. Martin, son ami et collègue, est enlevé et sa disparition le fait passer pour suspect. Sa cavale va lui faire croiser la route d’une dessinatrice de bandes dessinées, Claire, et, ensemble, ils vont mener leur propre enquête.

## Fiche technique
- Titre : Le Parfum vert
- Réalisation : Nicolas Pariser
- Scénario : Nicolas Pariser
- Musique : Benjamin Esdraffo
- Photographie : Sébastien Buchmann
- Montage : Christel Dewynter
- Pays de production :  France
- Langue originale : français
- Format : couleurs
- Genre : comédie dramatique, film policier
- Durée : 101 minutes
- Dates de sortie : 26 mai 2022 (Festival de Cannes) ; 21 décembre 2022 (sortie nationale)

## Distribution
- Sandrine Kiberlain : Claire Cahen
- Vincent Lacoste : Martin Rémi
- Rüdiger Vogler : Einhart Hartz
- Léonie Simaga : Louise
- Arieh Worthalter : Aimé
- Jenna Thiam : Caroline
- Alexandre Steiger : le père dans le train
- Pascal Rénéric : Vlad
- Thomas Chabrol : le commissaire Tanguy Fanch
- Xavier de Guillebon : le galeriste
- Christophe Odent : l'homme important
- Gwenaëlle Simon : la mère d'Oscar
- Baptiste Sornin : le technocrate belge
- Gilles Bellomi : le chauffeur de taxi
- Aurélien Bellanger : le libraire
- Lucie Gallo : Carla

## Autour du film
- On trouve dans Le Parfum vert de nombreuses références à l'univers de la bande-dessinée belge, notamment à l'univers de Hergé avec deux inspecteurs de police qui ressemblent à une version moderne de Dupont et Dupond.[réf. nécessaire]
- On trouve également de nombreuses références à l'univers cinématographique d'Alfred Hitchcock. L'affiche reprend les codes visuels de La Mort aux trousses ou de Sueurs froides. Le chuchotement de l'acteur assassiné fait penser à L'Homme qui en savait trop[Lequel ?]. Une scène dans le train qui conduit Martin et Claire à Budapest fait penser à La Mort aux trousses. Les vues plongeantes de l'escalier rappellent Sueurs froides.[réf. nécessaire]

## Sélection
- Festival de Cannes 2022 : Quinzaine des réalisateurs, film de clôture[1]